# Aimé Olivier de Sanderval
Aimé Victor Olivier, vescomte de Sanderval (Lió, 10 de juliol de 1840-Montredon, 22 de març de 1919) va ser un aventurer i explorador francès de l'Àfrica de l'Oest.

## Biografia
Aimé Victor Olivier va nàixer a Lió el 1840, fill de Jules Olivier, un i d'Antoinette Perret. d'une grande famille locale, installée a Marsella. Durant la seva infantesa s'apassionà per les récits de viatges a Tombuctú de l'escriptor René Caillé. Com els seus germans va estudiar al col·lègi Saint-Thomas d'Aquin d'Oullins i després al liceu La Martinière de Lió. Anà després al liceu imperial Saint-Louis a París per a preparar el concurs d'entrada a Centrale. Obtingué el seu batxillerat de ciències el 1860, i l'any següent ingressà a l'École Impériale Centrale des Arts et Manufactures, seguint els passos del seu germà Marius.
Il sort en 1864 d'aquesta escola (actuelle Centrale Paris fondée entre autres par son oncle, Théodore Olivier).
Quan va acabar els seus estudis, il se voit confier par sa famille la creació d'una fàbrica a Marennes (Charente-Maritime), ville dont il deviendra maire.
Es va casar l'l de maig de 1866 amb Rose Pastré amb qui tingué dos fills, Georges (1870-1967) i Marie-Thérèse (1872-1957).
Es va destacar heroïcament a la guerra de 1870.

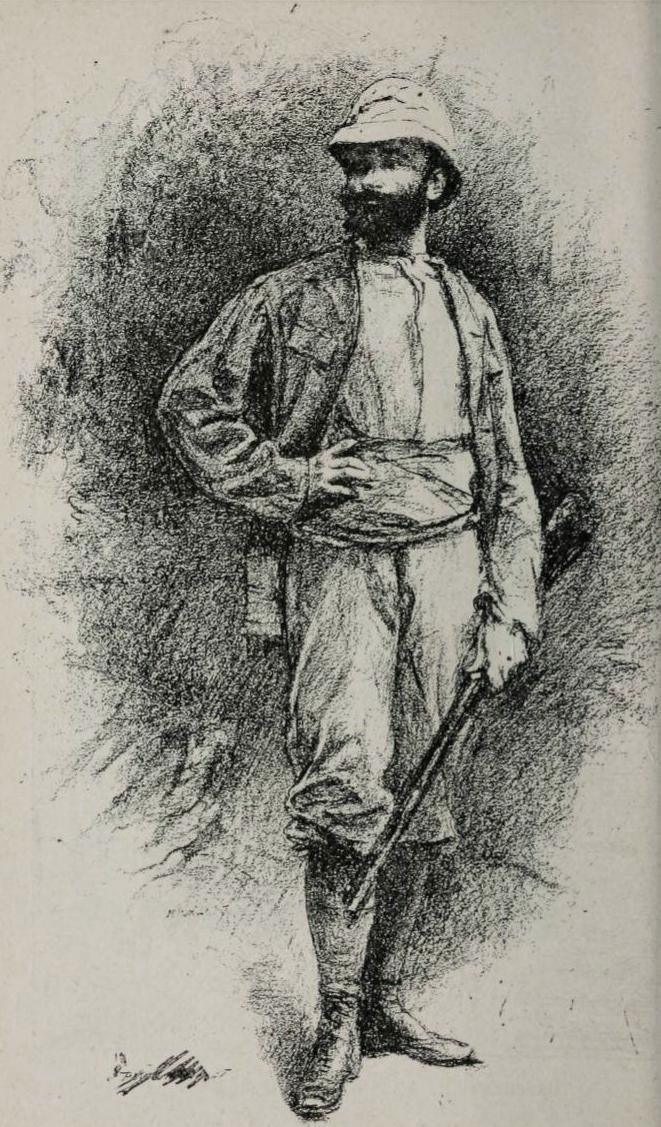
Aimé Olivier de Sanderval, segons E. Lagier el 1882

Es va presentar ben sovint com a inventor de la roda à moyeux suspendus (la roue à rayons), Plantilla:Refnec. C'est lui qui a eu l'idée de mettre les facteurs à vélo.
Després de fer carrera dans l'industrie chimique, va decidir d'emprendre una expedició de plusieurs desena d'homes per a partir a Àfrica i explorar el territori dels peuls. Deixà darrere ells la seva dona i la seva mainada per a visitar el continent africà. Fou un dels primers europeus que fou acceptat a la cort de l'Almamy del regne teocràtic peul del Fouta-Djalon (centre de Guinea actuelle).
Entre 1880 i 1919, va fer cinc estades al Fouta-Djalon, i va descriure als seus dietaris de viatges l'esplendor de la civilització Peul, carnets qui seront repris a certs diaris francesos d'aquell temps.
Amb sa devise « les connaître plutôt que les combattre » et à l'opposé de la colonització qui suivra (et qui cherchera en partie à le faire passer pour un « illuminé »), Olivier de Sanderval ouvrira un dialogue d'égal à égal amb l'elit Peul qui lui confèrera le titre de « roi » lui donnant l'autorisation de battre monnaie à son effigie) et lui cédant des terres sur le plateau de Kahel qu'il va alors essayer de mettre en valeur.
Il rêve de faire traverser le país peul pel ferrocarril. Il comprendra très vite l'ambivalence de la colonisation anglesa de la colonització francesa. Va rebre el suport de Louis Faidherbe i de Ferdinand de Lesseps dans els seus projectes africains.
Aimé Olivier de Sanderval est à l'origine de la fundació de Conakry ciutat on encara es pot visitar la seva "case". El seu nom al barri actual de Sandervalia.

## El seu títol de noblesa
Son titre de vicomte a été créé et accordé pel rei de Portugal, Lluís I de Portugal.
La figura d'Aimé Olivier de Sanderval ha estat recuperada en una novel·la de l'escriptor Tierno Monénembo que rebé el premi Renaudot el 2008, Le Roi du Kahel que narra la història d'aquest aventurer durant la colonització francesa del país.